# Góra Tatrzańska
Góra Tatrzańska – wzgórze o wysokości 198 m n.p.m. Znajduje się we Wzgórzach Piastowskich, Wale Zielonogórskim.

## Atrakcje
Znajduje się tam wyciąg narciarski oraz tor saneczkowy. Stok narciarski ma długość 175m oraz różnicę wzniesień 30m.